# Julien Toudic
Julien Toudic, né le 19 décembre 1985 à Caen (Calvados), est un footballeur français évoluant au poste d'attaquant.

## Carrière

### Formation et débuts au SM Caen
Originaire du quartier de la Guérinière à Caen, Julien Toudic intègre le Stade Malherbe à l'âge de 11 ans. En février 2001 il est sélectionné en équipe de France U16 pour un stage à Clairefontaine. À 17 ans, après des essais infructueux dans les centres de formation du Mans et de Lyon, le joueur fait une pause dans sa formation, puis revient au Stade Malherbe. D'un gabarit léger (1,72 m pour 67 kg), le buteur, dont le modèle est Jean-Pierre Papin fait ses premiers pas dans le groupe professionnel au cours de la saison 2005-2006, en Ligue 2. 
En 2006-2007, il profite des blessures des titulaires pour montrer son talent et participer activement à la montée en Ligue 1 en marquant sept buts. Il découvre la Ligue 1 la saison suivante : il y inscrit son premier but face à l'Olympique de Marseille au stade Vélodrome le 26 janvier 2008, où un doublé lui est injustement refusé (6-1), et marque trois buts lors des deux derniers matchs de la saison, ce qui lui vaut d'être le meilleur buteur de Ligue 1 du mois de mai 2008.
Le 6 septembre 2008, alors qu'il se marie avec Angélique, il prend congé de ses invités pour aller jouer une mi-temps du match de CFA : SM Caen B - Alforville (2-1). Le 15 décembre 2008, il prolonge son contrat avec le SM Caen jusqu'en 2012. 
Bien qu'il participe régulièrement aux rencontres, il ne parvient pas à devenir titulaire à part entière au Stade Malherbe. Lors de la saison 2008-2009, il est le remplaçant attitré de Steve Savidan mais ne parvient pas à concrétiser un seul but en championnat. 
Lors de la saison 2009-2010, alors que le club caennais évolue en Ligue 2, il inscrit sept buts sans cependant s'imposer à la pointe de l'équipe malherbiste (dont il ne débute que 12 matchs, sur les 30 auxquels il prend part). En juin 2010, il compte 18 buts en 106 matchs professionnels (un ratio relativement faible pour son poste), qui correspondent cependant à un peu moins de 4 000 minutes de jeu. 

### Prêt à Reims
Il est officiellement prêté au Stade de Reims pour la saison 2010-2011.Il commence sa saison par une blessure et n'inscrit son premier but qu'à la 7e journée contre Nantes, synonyme de première victoire pour Reims avant de signer un doublé lors d'un match décisif face à Grenoble au soir de la 12e journée. Les supporteurs l'adoptent rapidement car il enchaîne ensuite les buts et les bonnes prestations. Le 2 février 2011, il marque un but décisif lors du match de coupe de France en huitièmes de finale à Rennes où Reims réussit l'exploit de s'imposer. Reims s'incline en quart de finale contre Nice (2-3) . Malgré sa blessure du début de saison, Julien finit la saison avec 16 buts en 33 matchs de Ligue 2 dont 11 à Delaune. Après son prêt, il retourne donc dans son club formateur. 

### RC Lens
Le 1er juillet 2011, il s'engage officiellement au RC Lens à la suite du départ d'Issam Jemâa, le contrat court sur une durée de trois saisons.Le 1er septembre 2011, il inscrit son premier but en match officiel sous les couleurs lensoises en 16e de finale de la coupe de la ligue face à Évian TG (victoire lensoise 1-0). Le 2 décembre 2011, lors de la 16e journée du championnat de France de Ligue 2 et la réception de Tours, il inscrit son premier but en championnat (victoire lensoise 3-0). Le 18 janvier 2012, lors de la 20e journée du championnat de France de Ligue 2 et la réception de Clermont, il inscrit son deuxième but de la saison (victoire lensoise 2-1). Le 30 janvier 2012, lors de la 21e journée du championnat de France de L2 et le déplacement à Monaco, alors que le RC Lens est mené 2-0, il inscrit un doublé (match nul 2-2). Le 4 février 2012, lors de la 22e journée du championnat de France de Ligue 2 et la réception d'Amiens, il marque à nouveau, mais le RC Lens concède le match nul 1-1. 
Lors de la saison 2012-2013, il est prêté au Stade de Reims, promu en Ligue 1. Entré en jeu au cours de la 3e journée, Julien Toudic sort sur blessure au genou. Après seulement douze rencontres disputées sur la saison, il retourne au RC Lens. Indésirable dans le nord, l'attaquant reprend la saison avec la réserve avant de quitter le club le 19 juillet 2013 en s'engageant pour deux saisons à SV Zulte Waregem. Mais il ne joue pas en début de saison (seulement une apparition d'une minute en championnat lors des dix premiers matchs officiels). Le 1er septembre, il résilie son contrat avec le club belge et s'engage dans la foulée avec le Stade lavallois.

### Dernières années au haut niveau
Libre à la fin de son contrat à Laval, il s'engage le 8 août 2014 pour le CA Bastia, club de National.
Le 5 août 2015, il rejoint l'AC Ajaccio pour un an et affirme avoir signé dans un club qui connaît bien la Ligue 1, ce qui a motivé son choix. Il fait sa première apparition sous le maillot ajaccien lors du premier tour de Coupe de la Ligue, face au RC Lens, le 11 août 2015.
En avril 2016, il fait partie d'une liste de 58 joueurs sélectionnables en équipe de Bretagne, dévoilée par Raymond Domenech qui en est le nouveau sélectionneur.

## Statistiques
| Saison                | Club                  | Championnat           | Championnat | Championnat | Coupe nationale | Coupe nationale | Coupe de la Ligue | Coupe de la Ligue | Compétition(s) continentale(s) | Compétition(s) continentale(s) | Compétition(s) continentale(s) | Total | Total |
| Saison                | Club                  | Division              | M.          | B.          | M.              | B.              | M.                | B.                | Comp.                          | M.                             | B.                             | M.    | B.    |
| 2005-2006             | SM Caen               | Ligue 2               | 3           | 0           | -               | -               | -                 | -                 | -                              | -                              | -                              | 3     | 0     |
| 2006-2007             | SM Caen               | Ligue 2               | 18          | 7           | -               | -               | 1                 | 0                 | -                              | -                              | -                              | 19    | 7     |
| 2007-2008             | SM Caen               | Ligue 1               | 18          | 4           | -               | -               | 2                 | 0                 | -                              | -                              | -                              | 20    | 4     |
| 2008-2009             | SM Caen               | Ligue 1               | 29          | 0           | 2               | 0               | 1                 | 1                 | -                              | -                              | -                              | 32    | 1     |
| 2009-2010             | SM Caen               | Ligue 2               | 30          | 7           | 1               | 0               | 1                 | 0                 | -                              | -                              | -                              | 32    | 7     |
| 2010-2011             | Stade de Reims (prêt) | Ligue 2               | 33          | 16          | 5               | 3               | -                 | -                 | -                              | -                              | -                              | 38    | 19    |
| 2011-2012             | RC Lens               | Ligue 2               | 25          | 8           | 1               | 0               | 2                 | 1                 | -                              | -                              | -                              | 28    | 9     |
| 2012-2013             | Stade de Reims (prêt) | Ligue 1               | 11          | 0           | 1               | 0               | -                 | -                 | -                              | -                              | -                              | 12    | 0     |
| 2013                  | SV Zulte Waregem      | Jupiler Pro League    | 1           | 0           | -               | -               | -                 | -                 | C1                             | -                              | -                              | 1     | 0     |
| 2013-2014             | Stade lavallois       | Ligue 2               | 25          | 2           | 2               | 2               | -                 | -                 | -                              | -                              | -                              | 27    | 4     |
| 2014-2015             | CA Bastia             | National              | 30          | 7           | 1               | 0               | -                 | -                 | -                              | -                              | -                              | 31    | 7     |
| 2015-2016             | AC Ajaccio            | Ligue 2               | 32          | 8           | 2               | 1               | 2                 | 0                 | -                              | -                              | -                              | 36    | 9     |
| 2016-2017             | Red Star FC           | Ligue 2               | 16          | 5           | -               | -               | -                 | -                 | -                              | -                              | -                              | 16    | 5     |
| 2017-2018             | Red Star FC           | National              | 5           | 0           | -               | -               | -                 | -                 | -                              | -                              | -                              | 5     | 0     |
| Total sur la carrière | Total sur la carrière | Total sur la carrière | 276         | 64          | 15              | 6               | 9                 | 2                 | -                              | -                              | -                              | 300   | 72    |

## Palmarès

### En club
- Champion de France de Ligue 2 en 2010 avec le SM Caen
- Champion de France de National en 2018 avec le Red Star FC
- Vice-champion de France de Ligue 2 en 2007 avec le SM Caen

### Personnel
- Trophée du meilleur buteur du mois de mai 2008 en Ligue 1 (3 buts en 161 minutes)[13].